# Cyclobalanopsis
Section

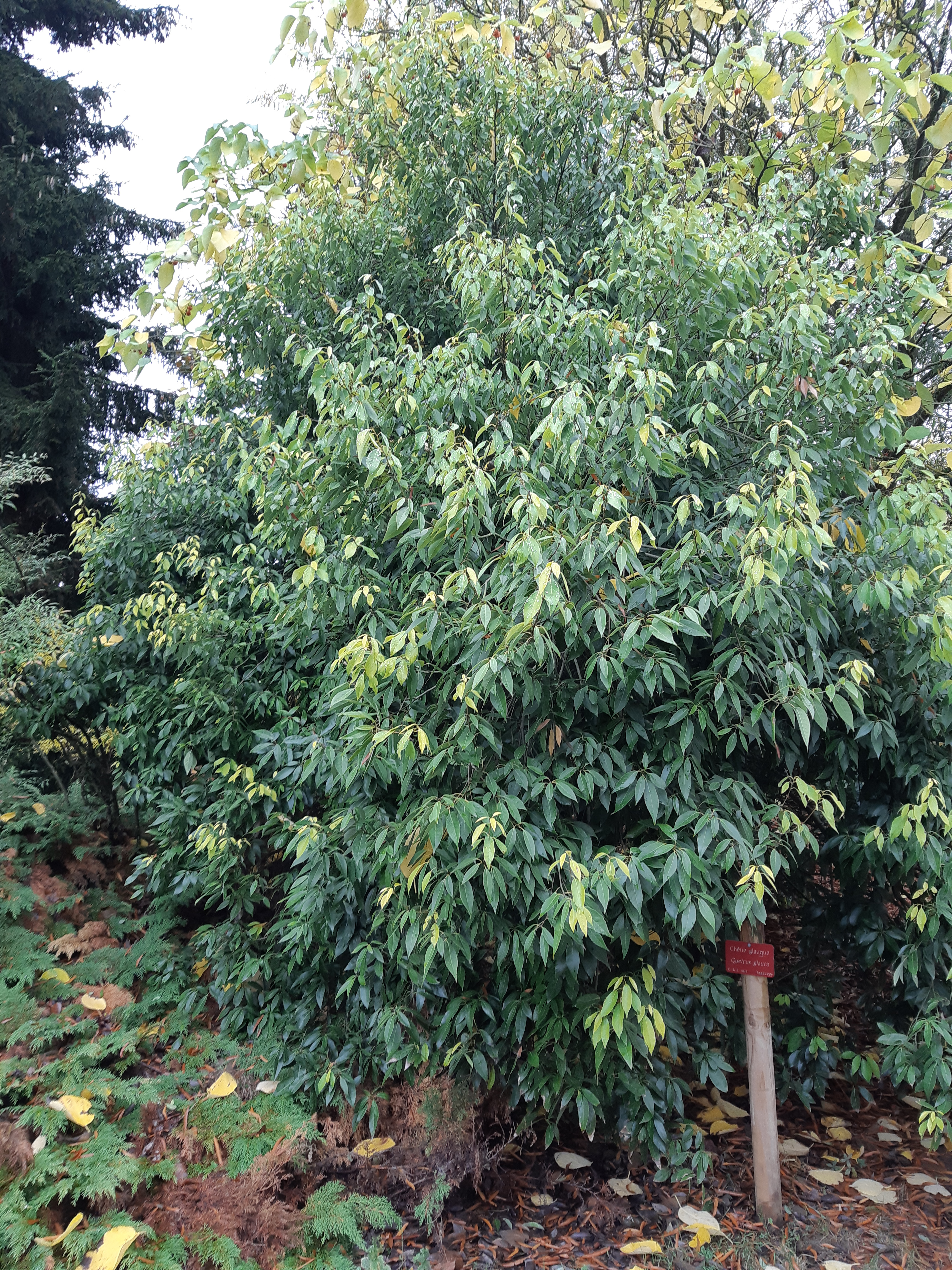
Chêne glauque.

Cyclobalanopsis est, selon les auteurs, un genre, un sous-genre de chêne ou désormais une section du sous-genre Cerris,, regroupant 150 espèces de plantes à fleurs de la famille des Fagaceae, toutes situées en Asie méridionale ou orientale. Bien qu'apparenté aux Quercus, l'organisme Flora of China le considère comme un genre distinct.
Ce sont des arbres sempervirents atteignant 10 à 30 m en hauteur. Ils se distinguent des autres chênes par leurs glands dont la cupule est constituée d'écailles fusionnées en anneaux concentriques, d'où leur surnom de « chênes à anneaux » ; chez certaines espèces, les glands forment des grappes.
Le chêne glauque Quercus glauca est également désigné sous les termes de Cyclobalanopsis glauca, Quercus vibrayeana, Quercus annulata, ou encore « chêne bleu du Japon ».